# Djizak
Djizak (du russe : Джизак) ou Jizzax (nom ouzbek prononcé /dʒɨz.zaχ/) est une ville d'Ouzbékistan et la capitale administrative de la province de Djizak. Elle est située à 180 km au sud-ouest de Tachkent et à 92 km au nord-est de Samarcande. Sa population s'élevait à 165 000 habitants en 2015, voire 200 000 avec son agglomération.

## Géographie
La ville est baignée par la rivière Sanzar sur le piémont nord des monts Nourataou, au sud de la steppe de la Faim et à 180 km au sud-ouest de Tachkent et à 90 km au nord-est de Samarcande.
Djizak se trouve sur la ligne électrifiée de chemin de fer Khavast-Tachkent-Samarcande. La ligne non électrifiée vers Syrdarinskaïa a cessé d'être exploitée dans les années 1990.

## Histoire

### Antiquité et Moyen Âge

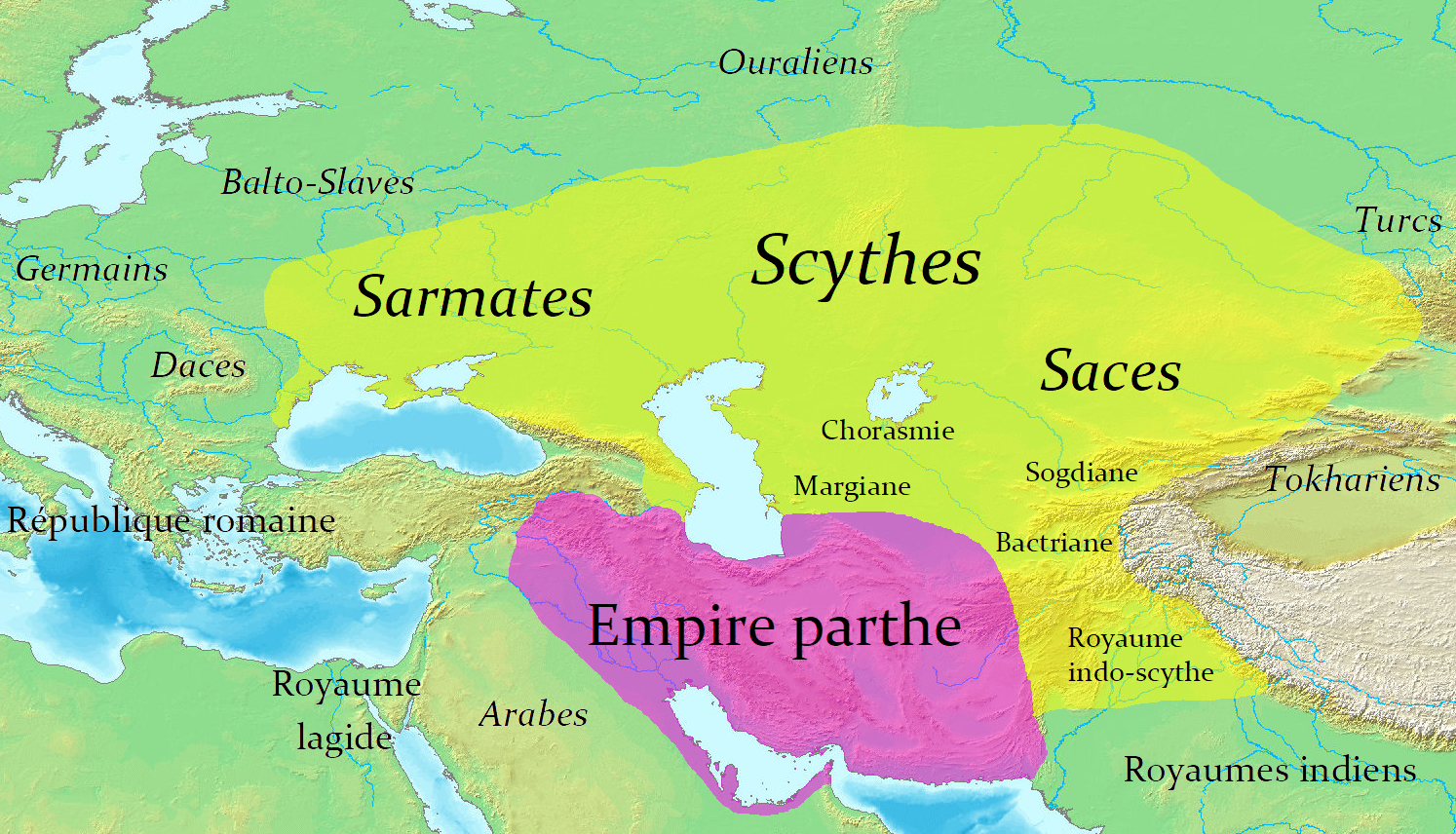
Scythie et empire parthe en -100

Djizak fait partie de la Sogdiane, qui appartint aux Scythes puis fut la 18e province de l'Empire perse achéménide (de 540 à 330 av. J.-C. environ). Après la conquête d'Alexandre le Grand, la région de Djizak fait partie du Royaume gréco-bactrien de 330 à 130 av. J.-C., date où plusieurs peuples nomades venus des steppes d'Asie centrale, tels que les Sakas, s'installent ou se réinstallent en Sogdiane. Par leur position centrale entre la Méditerranée et la Chine, les Sogdiens jouent un grand rôle dans l'établissement de la Route de la soie. Djizak est précisément un ancien carrefour commercial important sur la Route de la soie, par la vallée de Ferghana, attesté depuis le Xe siècle. Son nom vient du persan « Dizak » qui signifie « petit fort ». (La langue scythe appartenait à la famille des langues iraniennes.) Au VIIIe siècle des seigneurs arabes avaient conquis, arabisé et converti à l'Islam la région. Ils sont chassés au IXe siècle au profit de populations de langue perse ou turque, mais l'Islam demeure la religion des nouveaux maîtres ouzbeks (donc turcophones) de Djizak.

### Période russe
Dans les années 1860, dans le cadre de la menace d'invasion russe, la ville est mise en défense et entourée d'une double enceinte avec des fosses. Elle comptait alors vingt mille habitants. Elle est néanmoins prise par un régiment russe de deux mille soldats commandés par le général von Kaufmann au bout de sept jours de siège, le 18 octobre 1866. Après la chute du fort, les soldats de l'émir de Boukhara se replient à Samarcande. La prise de Djizak est la victoire russe la plus importante de l'année 1866 et provoque des négociations de paix avec l'émir de Boukhara. En juillet 1867, la nouvelle « Province du Turkestan » est créée et placée sous l'autorité du général von Kaufmann dont le quartier général est à Tachkent. L'émir ne parvenant pas à empêcher ses sujets d'attaquer les Russes, le général marche sur Samarcande et la prend en 1868, complétant ainsi la conquête de l'Ouzbékistan actuel par les Russes.
En 1887, Djizak devient le chef-lieu d'un ouïezd de l'oblast de Samarcande.
À l'été 1916, Djizak (et une grande partie du Turkestan) est le théâtre d'une rébellion à l'occasion des réquisitions organisées par le gouvernement russe pour soutenir l'effort de guerre. Cette rébellion est rapidement éteinte sous le poids de la répression militaire russe, qui fait finalement peu de victimes. Alexandre Kerenski, qui s'est rendu sur place dès août 1916 avec une commission d’enquête, dénonce néanmoins longuement à la tribune de la Douma l'illégalité du décret de mobilisation, comme des actions punitives qui ont suivi la révolte, notamment la confiscation définitive des terres, les violences commises par les soldats russes (vols, viols, meurtres…) et l'éviction de populations présumées insurgées, acculées à la famine dans les zones désertiques où elles avaient été repoussées.
Sous le pouvoir soviétique, Djiazk devient en 1924 le chef-lieu de la nouvelle oblast du Syr-Daria et en 1973 de l'oblast de Djizak (avec une interruption entre 1988 et 1990, lorsque l'oblast fusionne temporairement avec l'oblast voisine du Syr-Daria).
Elle est la ville natale de Sharof Rashidov, premier secrétaire du parti communiste ouzbek entre 1959 et sa mort en 1983. Rashidov y a donné son nom à une place (ornée d'un buste le représentant), à une rue et à un musée qui retrace sa vie.
Djizak est aujourd'hui grandement marquée par l'architecture soviétique.

## Population
La ville est peuplée d'Ouzbeks en majorité avec une minorité de Tadjiks et quelques représentants d'autres minorités ethniques (Kazakhs, Russes, Tatars et Kirghizes).
- 1970 : 37 800 habitants
- 1991 : 54 800 habitants
- 2004 : 138 400 habitants
- 2015 : 165 038 habitants[2] ; des sources locales revendiquent 200 000 personnes en incluant toute l'agglomération.

## Tourisme
- Porte de Tamerlan
- Réserve naturelle de Bakhmal
- Lac Aïdarkoul

## Culture
- Musée Charaf Rachidov
- Musée régional
- Théâtre dramatique Younous Rajabi

## Enseignement
- École supérieure de l'armée de l'air de Djizak
- Institut polytechnique de Djizak
- Institut pédagogique d'État de Djizak

## Personnalités nées à Djizak
- Khamid Alimdjan (1909 - 1944), écrivain et poète.
- Aziz Ganiev, (1998-) footballeur international ouzbek.
- Sergueï Lebedev (1948 - ), général, secrétaire de la CEI.
- Sharof Rashidov (1917 - 1983), premier secrétaire du PC de la RSS d'Ouzbékistan.